# Coroisânmărtin
Coroisânmărtin (węg. Kóródszentmárton) – wieś w Rumunii, w okręgu Marusza, w gminie Coroisânmărtin. W 2011 roku liczyła 397 mieszkańców.